# Torneig Internacional d'Hoquei de Reis
El Torneig Internacional d'Hoquei de Reis és una competició esportiva d'hoquei sobre herba organitzada pel Reial Club de Polo de Barcelona que es disputa anualment a les seves instal·lacions els primers dies del mes de gener amb motiu de la festivitat de Reis. Es disputa de forma ininterrompuda des de l'any 1949, amb l'única interrupció de l'edició de 2021 degut a la pandèmia per Covid-19, inicialment només amb equips sèniors masculins. A partir de 1965 s'afegeix la categoria juvenil masculina, un any més tard, la femenina sènior, i a partir de 1980, la juvenil femenina. A cada categoria, hi participen sis equips d'arreu del món, principalment europeus, però també hi competeixen equips de la resta de l'Estat espanyol així com combinats territorials i seleccions. El 2020 no hi van prendre part les categories sènior, degut a la concentració de seleccions per la FIH Pro League i al fet que fou any olímpic. S'hi van disputar les categories juvenil i cadet, tant masculines com femenines. L'edició de 2022 va mantenir el mateix format que l'anterior, en què també més de 200 jugadors d'un total de 18 equips nacionals i internacionals van competir-hi.
El dominador de la competició tant a la categoria masculina i femenina és el Reial Club de Polo de Barcelona, amb vint-i-cinc i deu títols respectivament.

## Historial
| En negreta = Equip guanyador (1) = Nombre de títols |

| Edició                                                        | Any                                                           | Sènior Masculí                                                | Sènior Femení                                                 | refs   |
| ------------------------------------------------------------- | ------------------------------------------------------------- | ------------------------------------------------------------- | ------------------------------------------------------------- | ------ |
| I                                                             | 1949                                                          | Club de Campo (1)                                             | N/D                                                           |        |
| II                                                            | 1950                                                          | RC Polo (1)                                                   | N/D                                                           |        |
| III                                                           | 1951                                                          | FC Barcelona (1)                                              | N/D                                                           |        |
| IV                                                            | 1952                                                          | RC Polo (2)                                                   | N/D                                                           |        |
| V                                                             | 1953                                                          | RC Polo (3)                                                   | N/D                                                           |        |
| VI                                                            | 1954                                                          | Raffelberg (1)                                                | N/D                                                           |        |
| VII                                                           | 1955                                                          | RC Polo (4)                                                   | N/D                                                           |        |
| VIII                                                          | 1956                                                          | RC Tenis San Sebastian (1)                                    | N/D                                                           |        |
| IX                                                            | 1957                                                          | RC Polo (5)                                                   | N/D                                                           |        |
| X                                                             | 1958                                                          | Raffelberg (2)                                                | N/D                                                           |        |
| XI                                                            | 1959                                                          | Unlenhorst (1)                                                | N/D                                                           |        |
| XII                                                           | 1960                                                          | RC Polo (6)                                                   | N/D                                                           |        |
| XIII                                                          | 1961                                                          | Harvestehuder (1)                                             | N/D                                                           |        |
| XIV                                                           | 1962                                                          | Preussenn (1)                                                 | N/D                                                           |        |
| XV                                                            | 1963                                                          | Nuremberg (1)                                                 | N/D                                                           |        |
| XVI                                                           | 1964                                                          | Cid OJE (1)                                                   | N/D                                                           |        |
| XVII                                                          | 1965                                                          | RC Polo (7)                                                   | N/D                                                           |        |
| XVIII                                                         | 1966                                                          | Proteas (1)                                                   | Proteas (1)                                                   |        |
| XIX                                                           | 1967                                                          | RC Polo (8)                                                   | RC Polo (1)                                                   |        |
| XX                                                            | 1968                                                          | Rasante (1)                                                   | N/D                                                           |        |
| XXI                                                           | 1969                                                          | RC Polo (9)                                                   | RC Polo (2)                                                   |        |
| XXII                                                          | 1970                                                          | RC Polo (10)                                                  | HC Bloemendaal (1)                                            |        |
| XXIII                                                         | 1971                                                          | Warta Poznań (1)                                              | Venlose HC (1)                                                |        |
| XXIV                                                          | 1972                                                          | RC Polo (11)                                                  | Edimburg HC (1)                                               |        |
| XXV                                                           | 1973                                                          | Atlético San Sebastián (1)                                    | HC Eindhoven (1)                                              |        |
| XXVI                                                          | 1974                                                          | RC Polo (12)                                                  | RC Jolaseta (1)                                               |        |
| XXVII                                                         | 1975                                                          | Southgate HC (1)                                              | RC Polo (3)                                                   |        |
| XXVIII                                                        | 1976                                                          | RC Polo (13)                                                  | Stade Français Hockey (1)                                     |        |
| XXIX                                                          | 1977                                                          | Ladykillers HC (1)                                            | Proteas (2)                                                   |        |
| XXX                                                           | 1978                                                          | Guilford HC (1)                                               | Selecció Nacional (1)                                         |        |
| XXXI                                                          | 1979                                                          | Combinat Nacional (1)                                         | Unión HC (1)                                                  |        |
| XXXII                                                         | 1980                                                          | Club Egara (1)                                                | Belgrano AC (1)                                               |        |
| XXXIII                                                        | 1981                                                          | Selecció Nacional (2)                                         | Were Di HT (1)                                                |        |
| XXXIV                                                         | 1982                                                          | RC Polo (14)                                                  | Stade Français Hockey (2)                                     |        |
| XXXV                                                          | 1983                                                          | Pedralbes HC (1)                                              | Sheffield HC (1)                                              |        |
| XXXVI                                                         | 1984                                                          | Club Egara (2)                                                | CD Terrassa (1)                                               |        |
| XXXVII                                                        | 1985                                                          | Southgate HC (2)                                              | Hightown HC (1)                                               |        |
| XXXVIII                                                       | 1986                                                          | RC Polo (15)                                                  | Slough HC (1)                                                 |        |
| XXXIX                                                         | 1987                                                          | RC Polo (16)                                                  | Selecció Nacional Sub-21 (1)                                  |        |
| XL                                                            | 1988                                                          | Club de Campo (2)                                             | Club de Campo (1)                                             |        |
| XLI                                                           | 1989                                                          | Southgate HC (3)                                              | RC Polo (4)                                                   |        |
| XLII                                                          | 1990                                                          | Southgate HC (4)                                              | Sutton Coldfield HC (1)                                       |        |
| XLIII                                                         | 1991                                                          | Racing Club de France (1)                                     | Slough HC (2)                                                 |        |
| XLIV                                                          | 1992                                                          | Royale Baudouin HC (1)                                        | Sutton Coldfield HC (1)                                       |        |
| XLV                                                           | 1993                                                          | Havant HC (1)                                                 | RC Polo (5)                                                   |        |
| XLVI                                                          | 1994                                                          | HC Bloemendaal (1)                                            | Lomas AC (1)                                                  |        |
| XLVII                                                         | 1995                                                          | Teddington HCl (1)                                            | Laren HC (1)                                                  |        |
| XLVIII                                                        | 1996                                                          | El CID (2)                                                    | SV Kampong (1)                                                |        |
| XLIX                                                          | 1997                                                          | Grange HC (1)                                                 | Reial Societat (1)                                            |        |
| L                                                             | 1998                                                          | Selecció del Canadà (1)                                       | HDM (1)                                                       |        |
| LI                                                            | 1999                                                          | RC Polo (17)                                                  | HF Libertas San Saba (1)                                      |        |
| LII                                                           | 2000                                                          | Reading HC (1)                                                | Royal Uccle Sport THC (1)                                     |        |
| LIII                                                          | 2001                                                          | Reading HC (2)                                                | Selecció argentina S-21 (1)                                   |        |
| LIV                                                           | 2002                                                          | RC Polo (18)                                                  | Tucumán RC (1)                                                |        |
| LV                                                            | 2003                                                          | Cannock HC (1)                                                | Reial Societat (2)                                            |        |
| LVI                                                           | 2004                                                          | Cannock HC (2)                                                | RC Polo (6)                                                   |        |
| LVII                                                          | 2005                                                          | Leuven HC (1)                                                 | RC Polo (7)                                                   |        |
| LVIII                                                         | 2006                                                          | RC Polo (19)                                                  | Leicester HC (1)                                              |        |
| LIX                                                           | 2007                                                          | RC Polo (20)                                                  | Antilles Neerlandeses (1)                                     |        |
| LX                                                            | 2008                                                          | RC Polo (21)                                                  | RC Polo (7)                                                   | [ 7 ]  |
| LXI                                                           | 2009                                                          | Leuven HC (2)                                                 | Princess RC Polo (8)                                          |        |
| LXII                                                          | 2010                                                          | Club de Campo (3)                                             | Reial Societat (3)                                            |        |
| LXIII                                                         | 2011                                                          | RC Polo (22)                                                  | Selecció d'Itàlia (1)                                         | [ 8 ]  |
| LXIV                                                          | 2012                                                          | RC Polo (23)                                                  | HC Metrostroy (1)                                             |        |
| LXV                                                           | 2013                                                          | Selecció europea (1)                                          | HC Metrostroy (2)                                             |        |
| LXVI                                                          | 2014                                                          | CD Manquehue (1)                                              | RC Polo (9)                                                   |        |
| LXVII                                                         | 2015                                                          | RC Polo (24)                                                  | RC Polo (10)                                                  |        |
| LXVIII                                                        | 2016                                                          | RHC Leuven (1)                                                | CAR Barcelona Sub-21 (1)                                      | [ 9 ]  |
| LXIX                                                          | 2017                                                          | KHC Leuven (2)                                                | Selecció d'Itàlia (2)                                         |        |
| LXX                                                           | 2018                                                          | Selecció europea (2)                                          | Selecció de Catalunya (1)                                     | [ 10 ] |
| LXXI                                                          | 2019                                                          | RC Polo (25)                                                  | Selecció europea (1)                                          | [ 11 ] |
| LXXII                                                         | 2020                                                          | Edició disputada en categories juvenils i cadets              | Edició disputada en categories juvenils i cadets              | [ 12 ] |
| No es disputà el 2021 pel risc públic de contagi del COVID-19 | No es disputà el 2021 pel risc públic de contagi del COVID-19 | No es disputà el 2021 pel risc públic de contagi del COVID-19 | No es disputà el 2021 pel risc públic de contagi del COVID-19 | [ 2 ]  |
| LXXIII                                                        | 2022                                                          | Edició disputada en categories juvenils i cadets              | Edició disputada en categories juvenils i cadets              | [ 2 ]  |
| LXXIV                                                         | 2023                                                          | Edició disputada en categories juvenils i cadets              | Edició disputada en categories juvenils i cadets              |        |
| LXXV                                                          | 2024                                                          | Edició disputada en categories juvenils i cadets              | Edició disputada en categories juvenils i cadets              |        |